# Mirow
Mirow település Németországban, Mecklenburg-Elő-Pomeránia tartományban. Lakosainak száma 3871 fő (2023. december 31.).

## Fekvése
Schwerintől délkeletre, a Kis tavak vidékének utolsó állomásaként fekvő település.

## Története
A települést 1227-ben a johannita lovagrend alapította. A városba szép fekvésén kívül néhány értékes műemlék vonzza a turistákat, mint például az 1748 és 1762 között épült rokokó kastély, vagy a reneszánsz toronyház és a téglagótika stílusában épült templom.

## Galéria

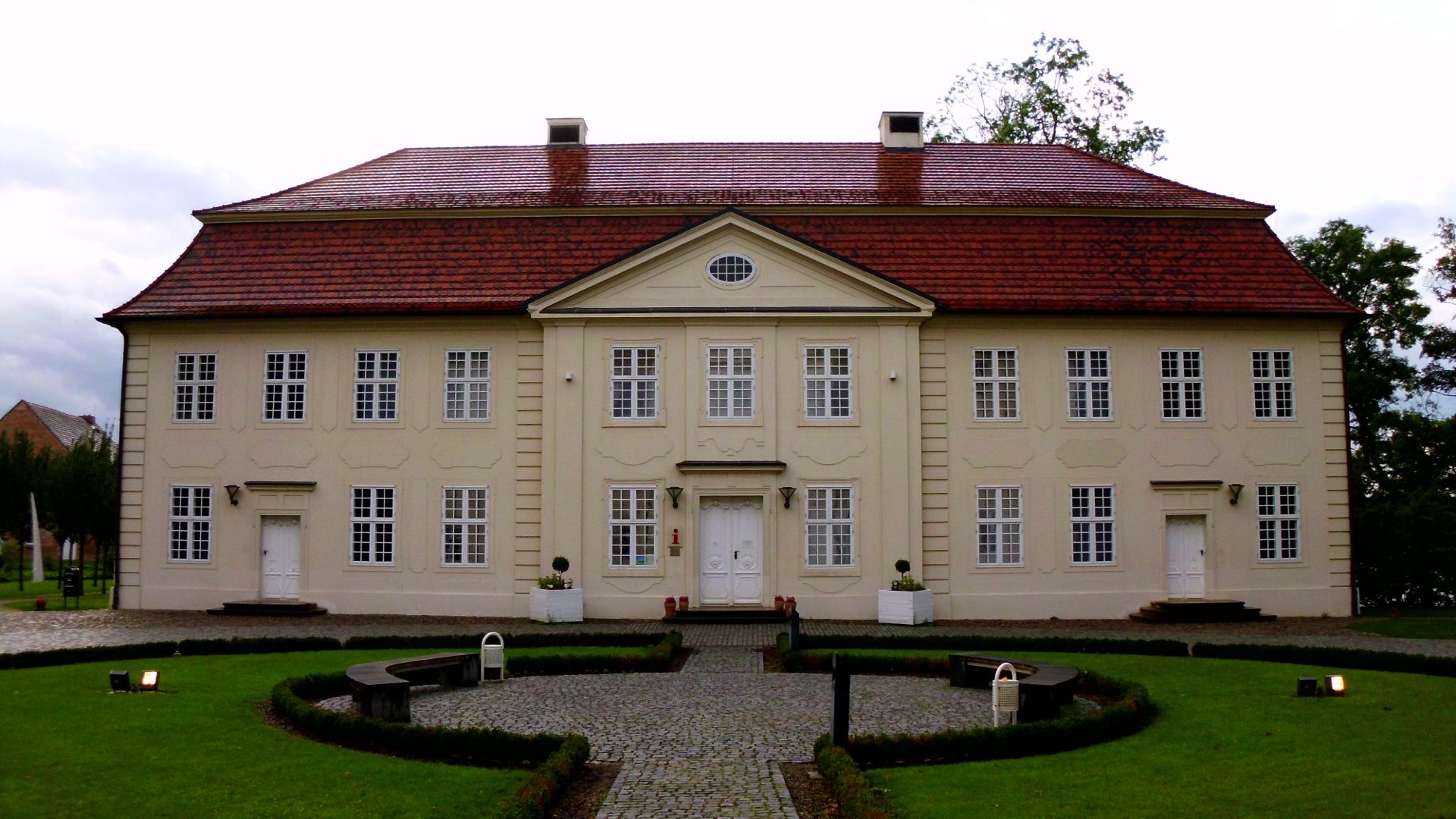
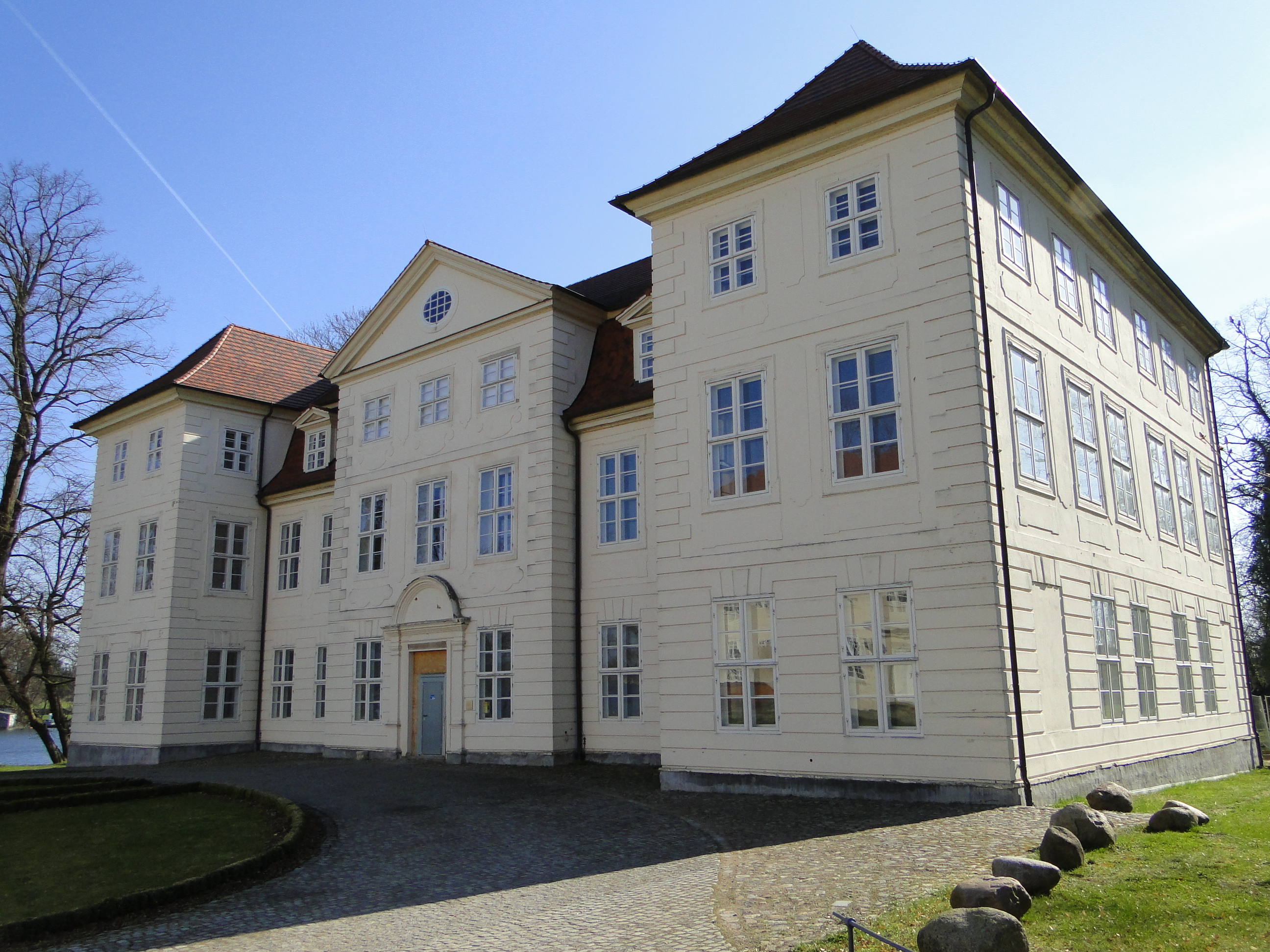
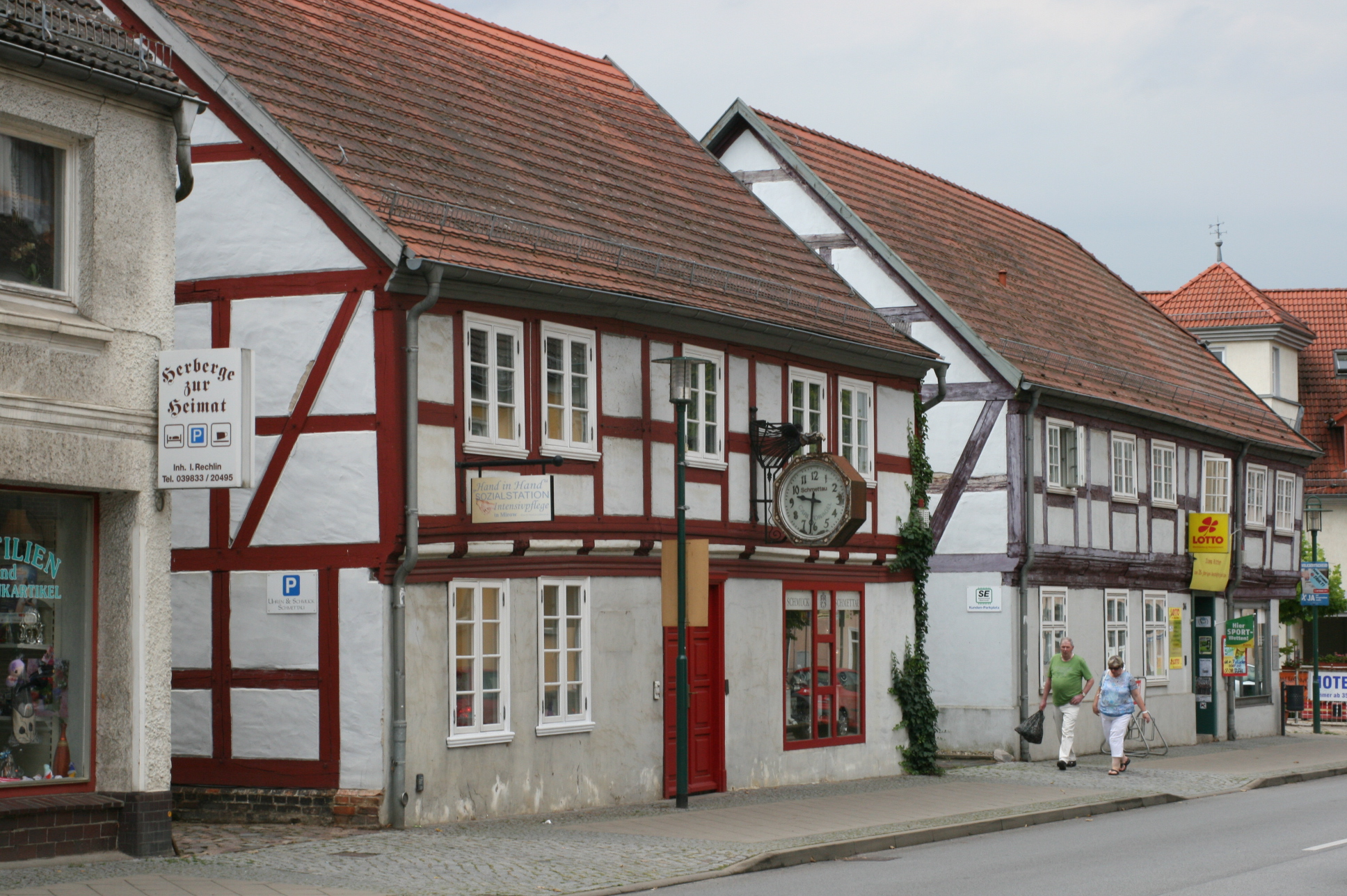
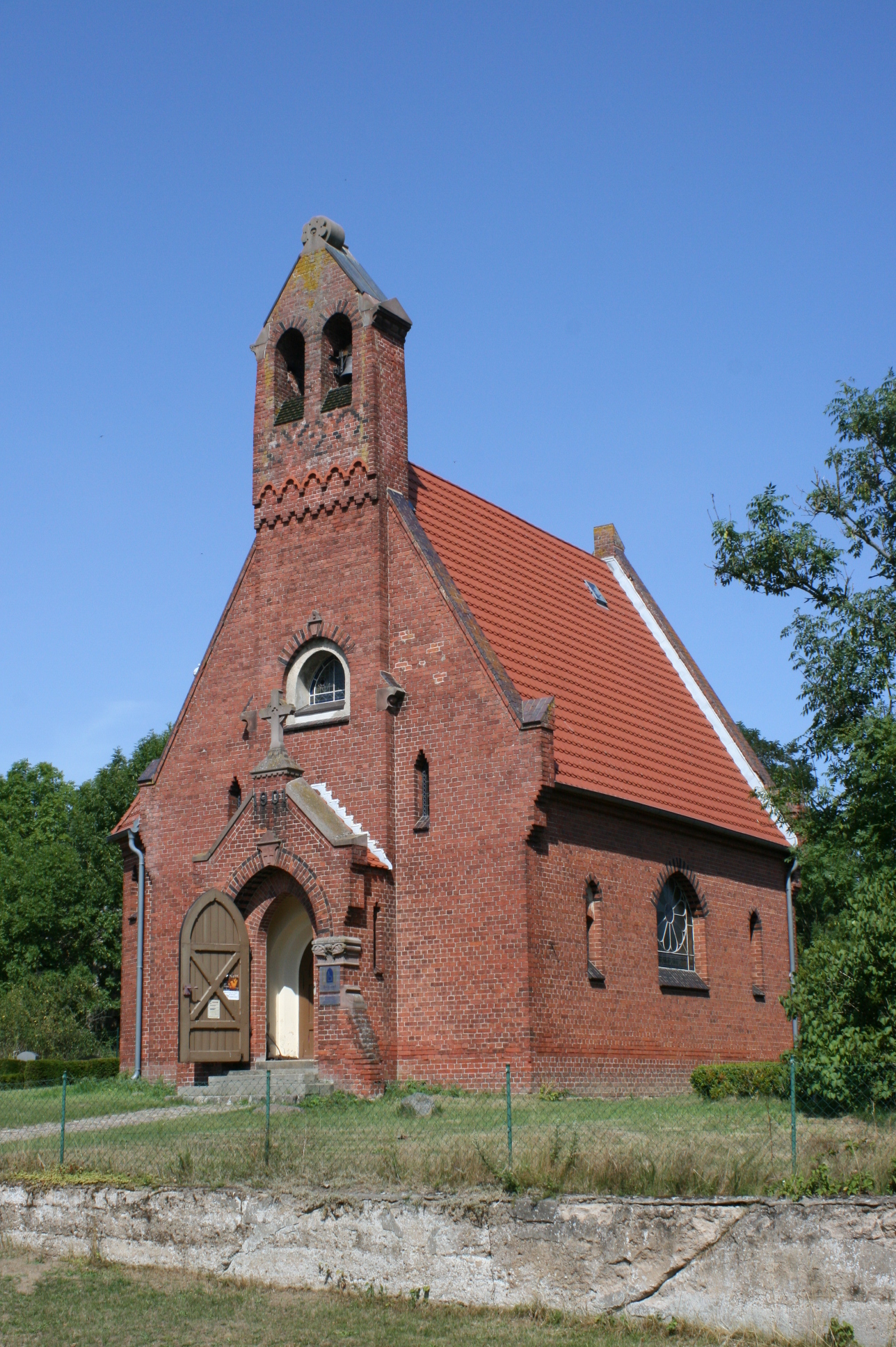
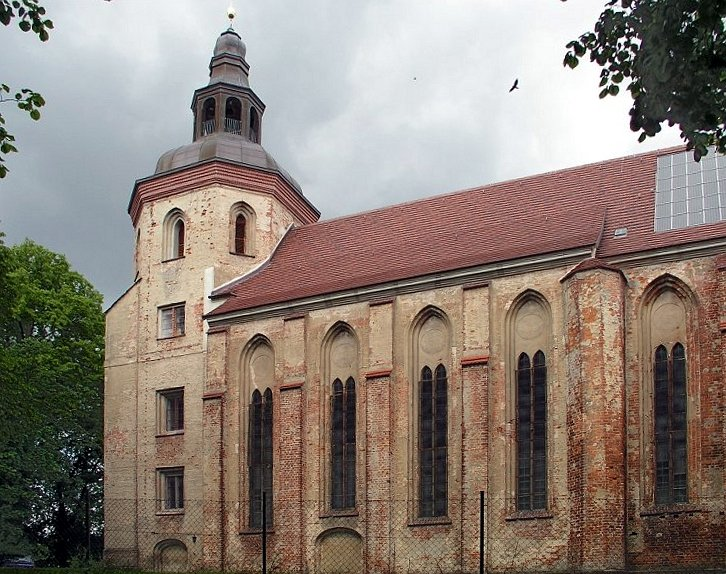
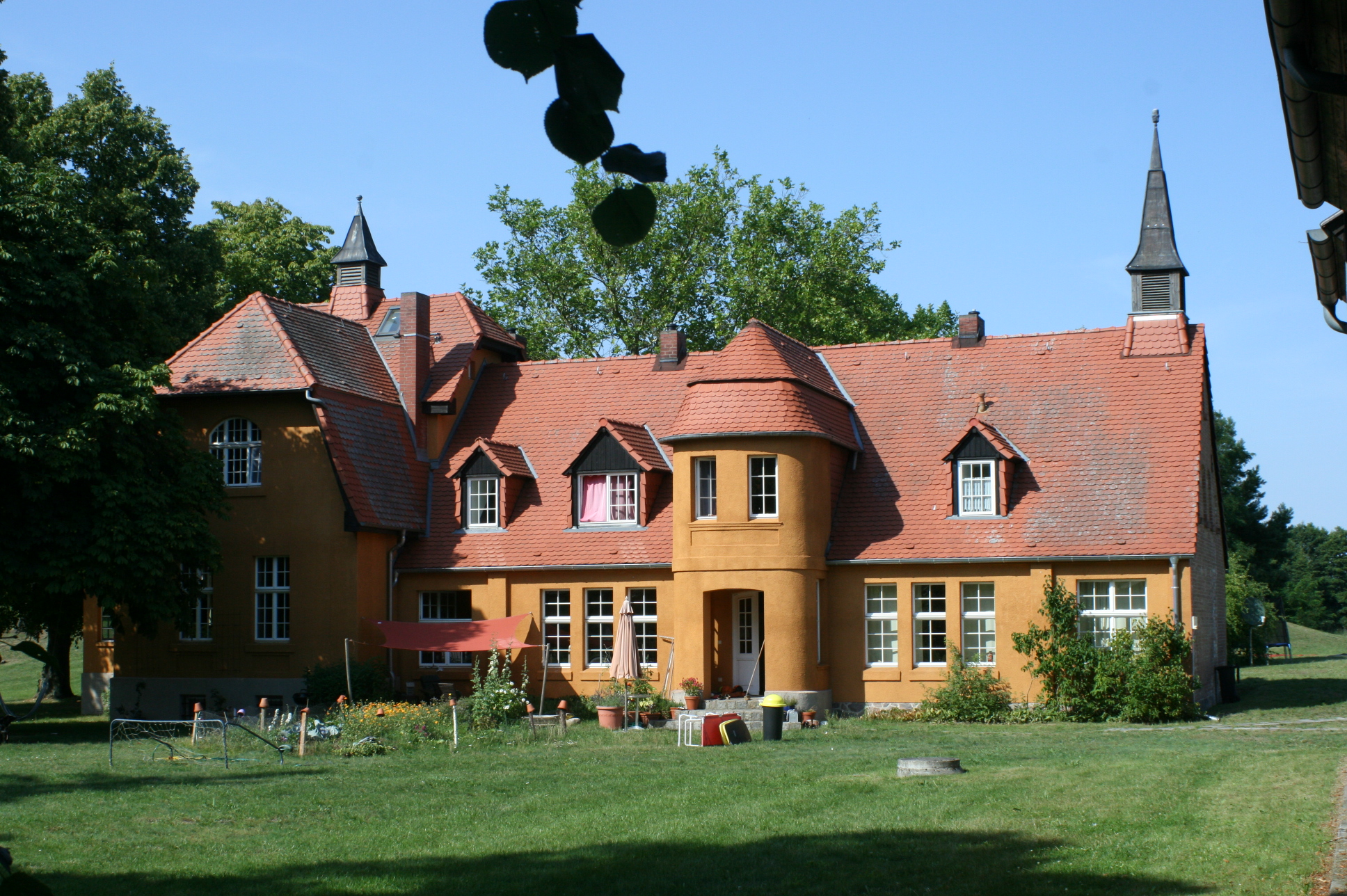
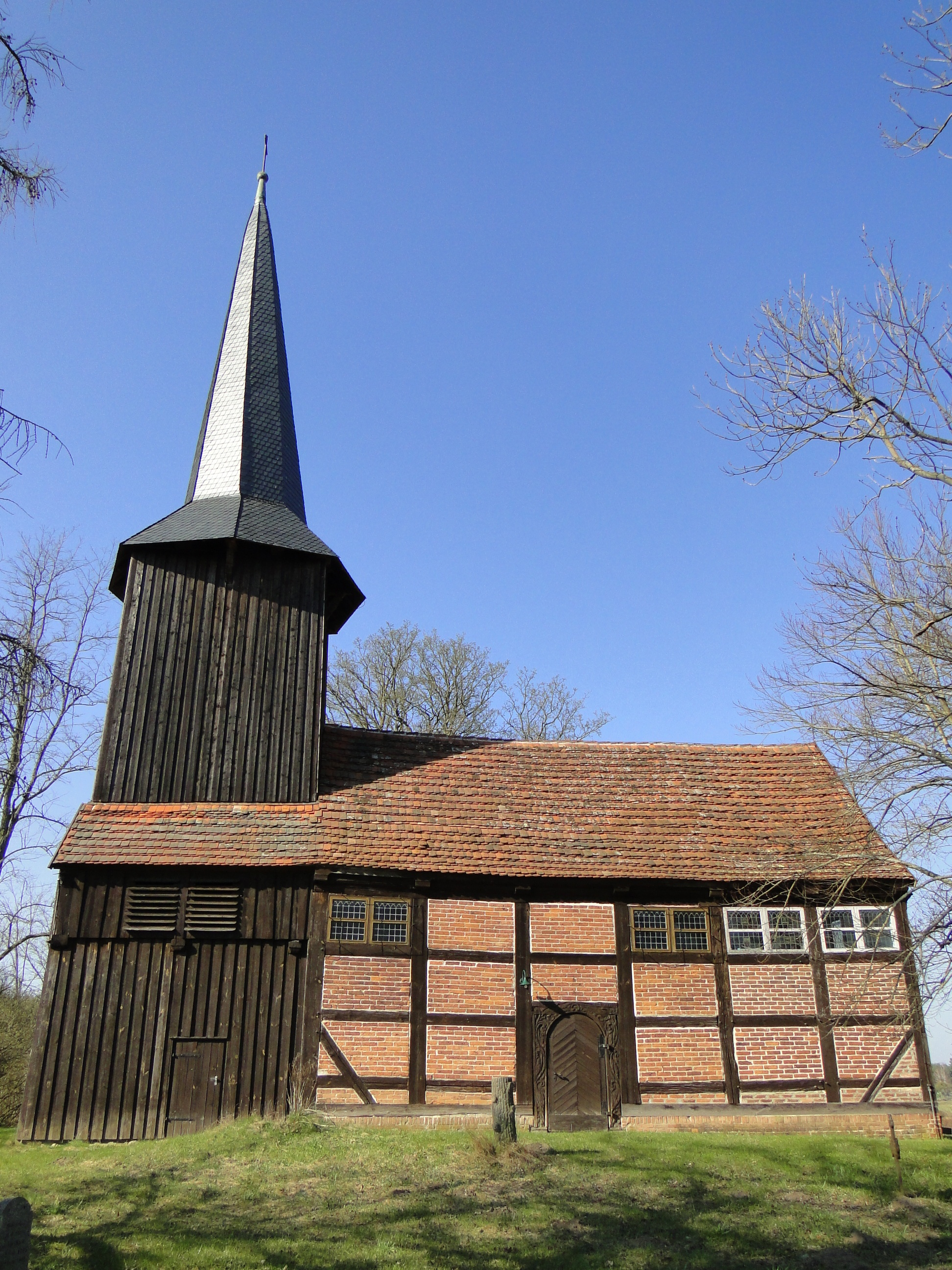
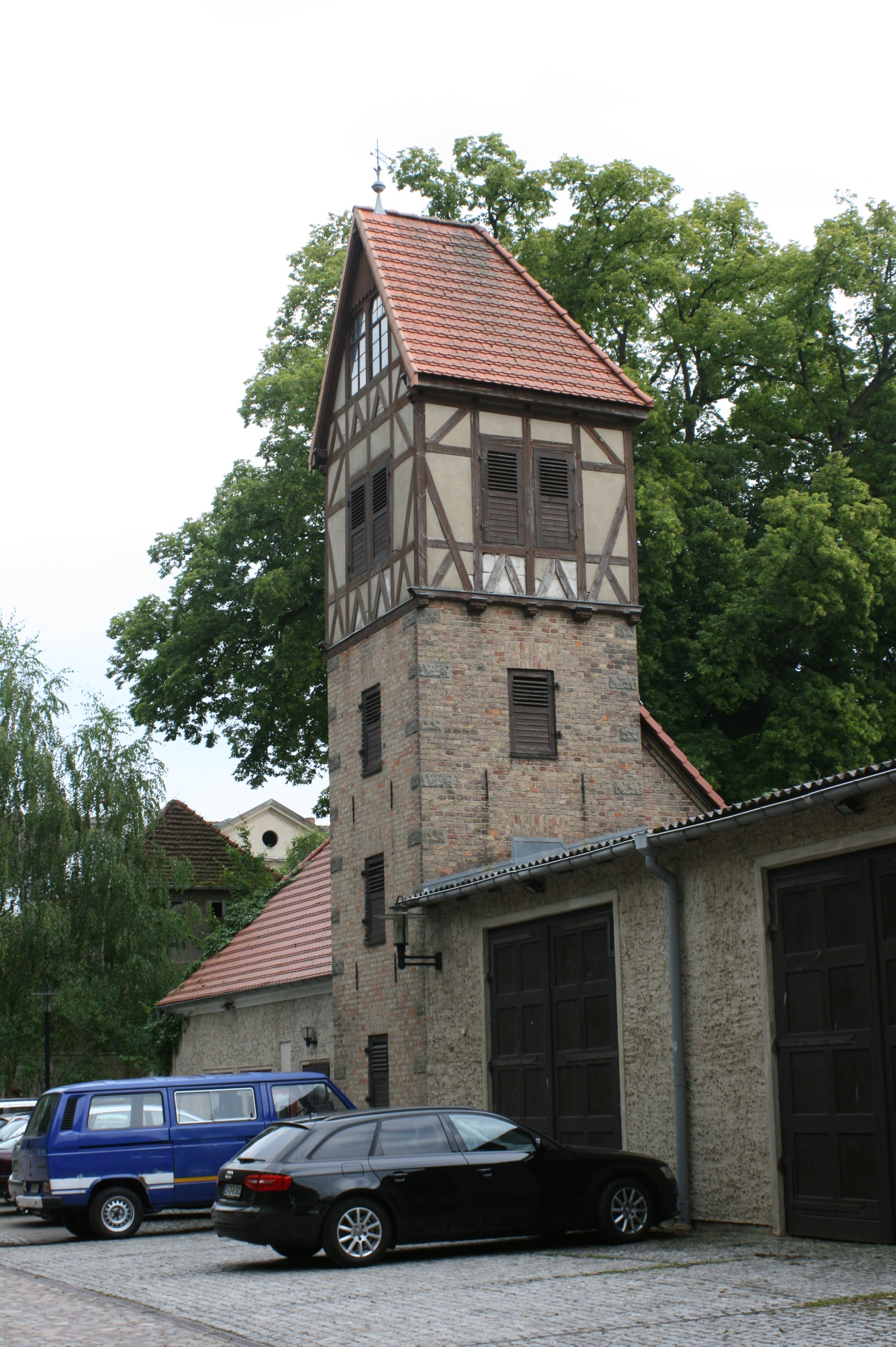
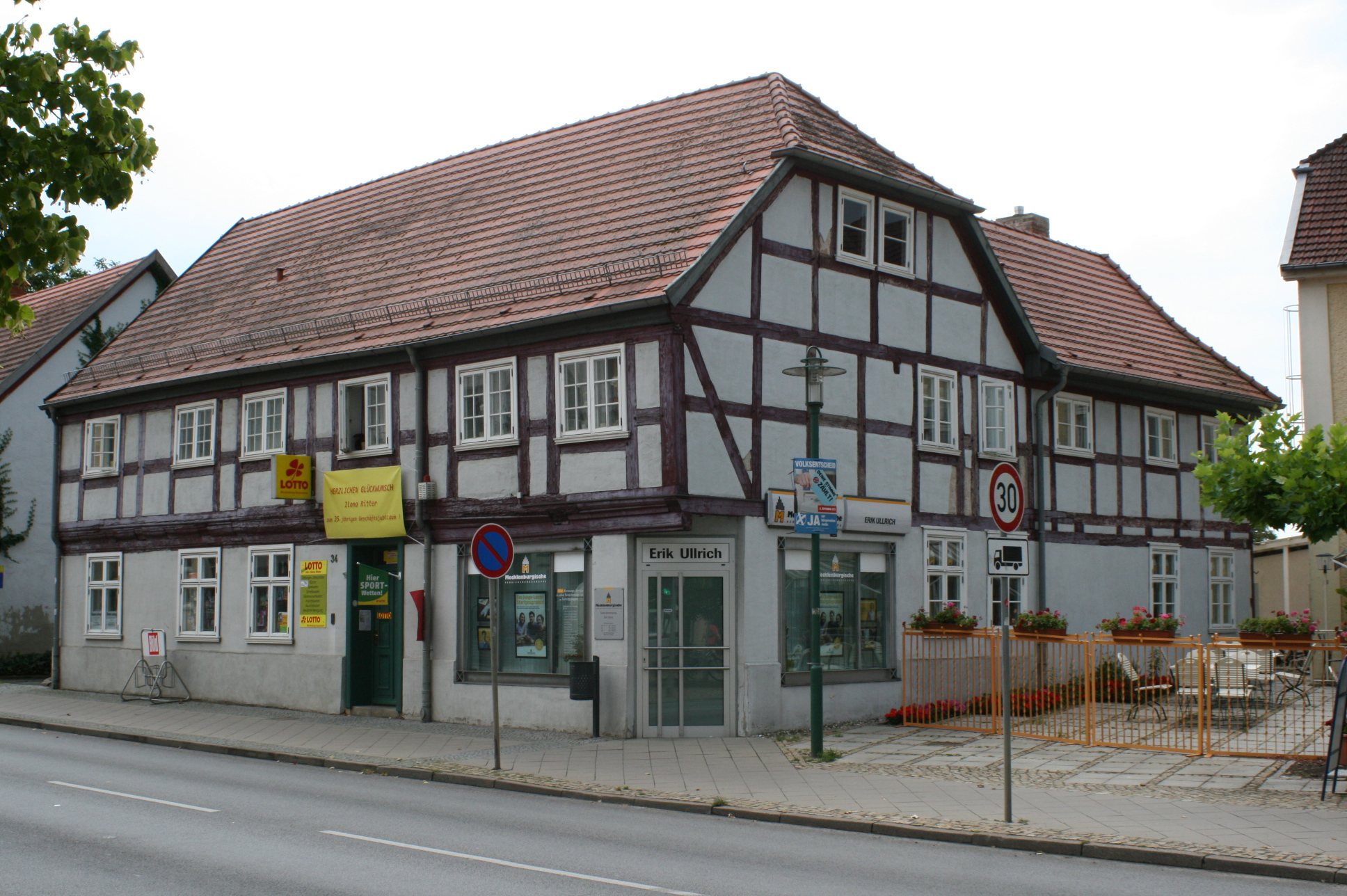
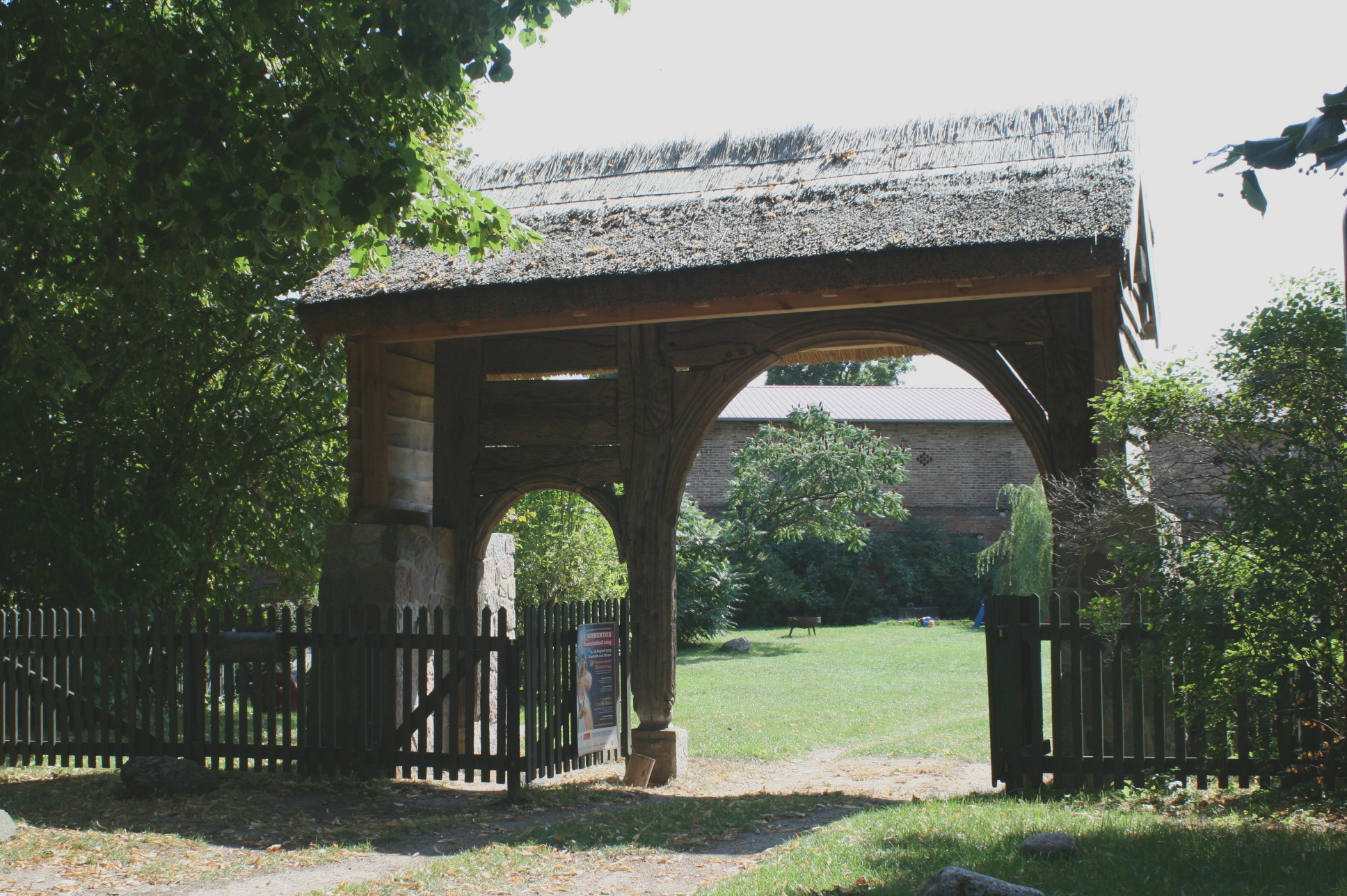
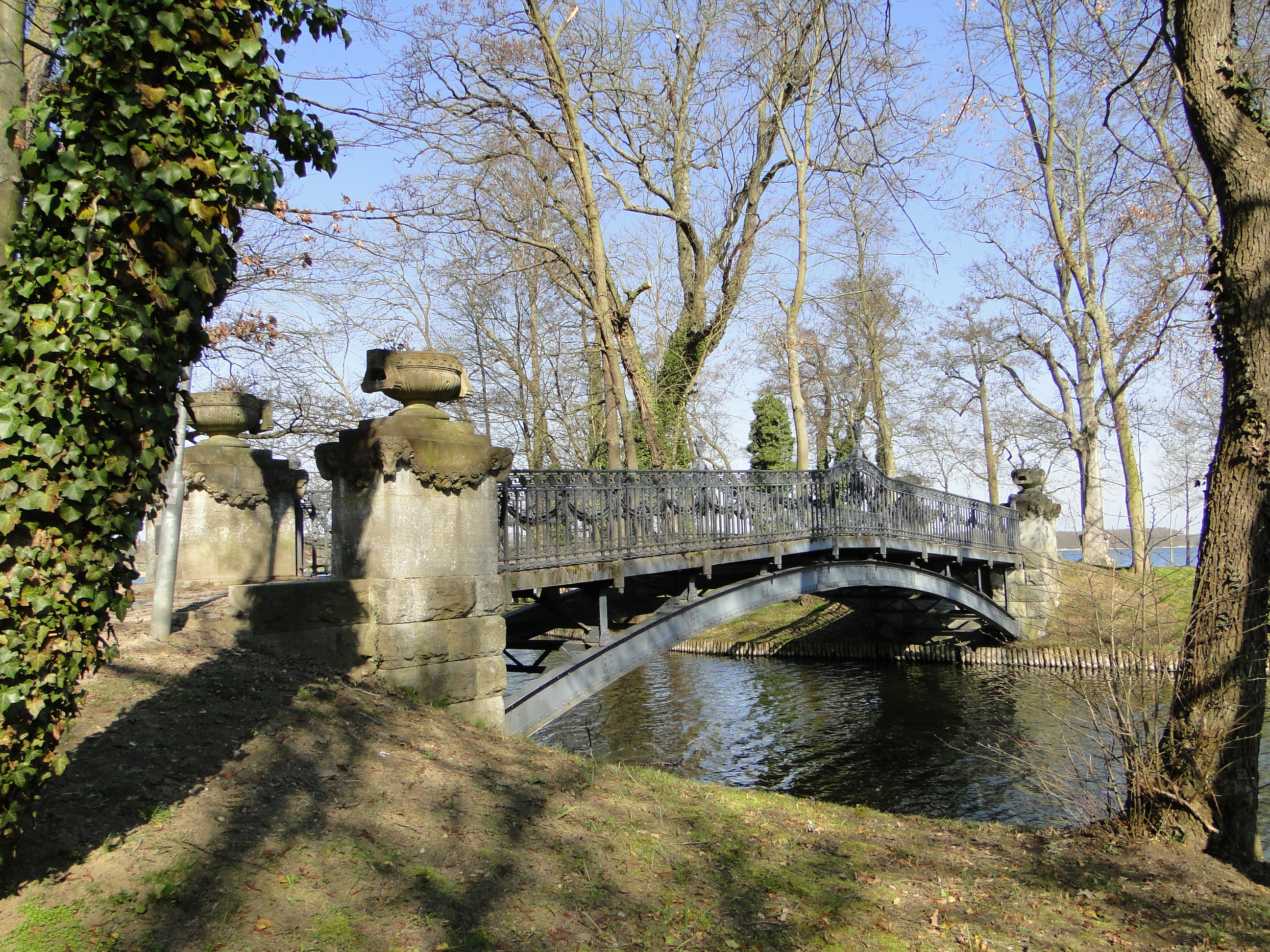
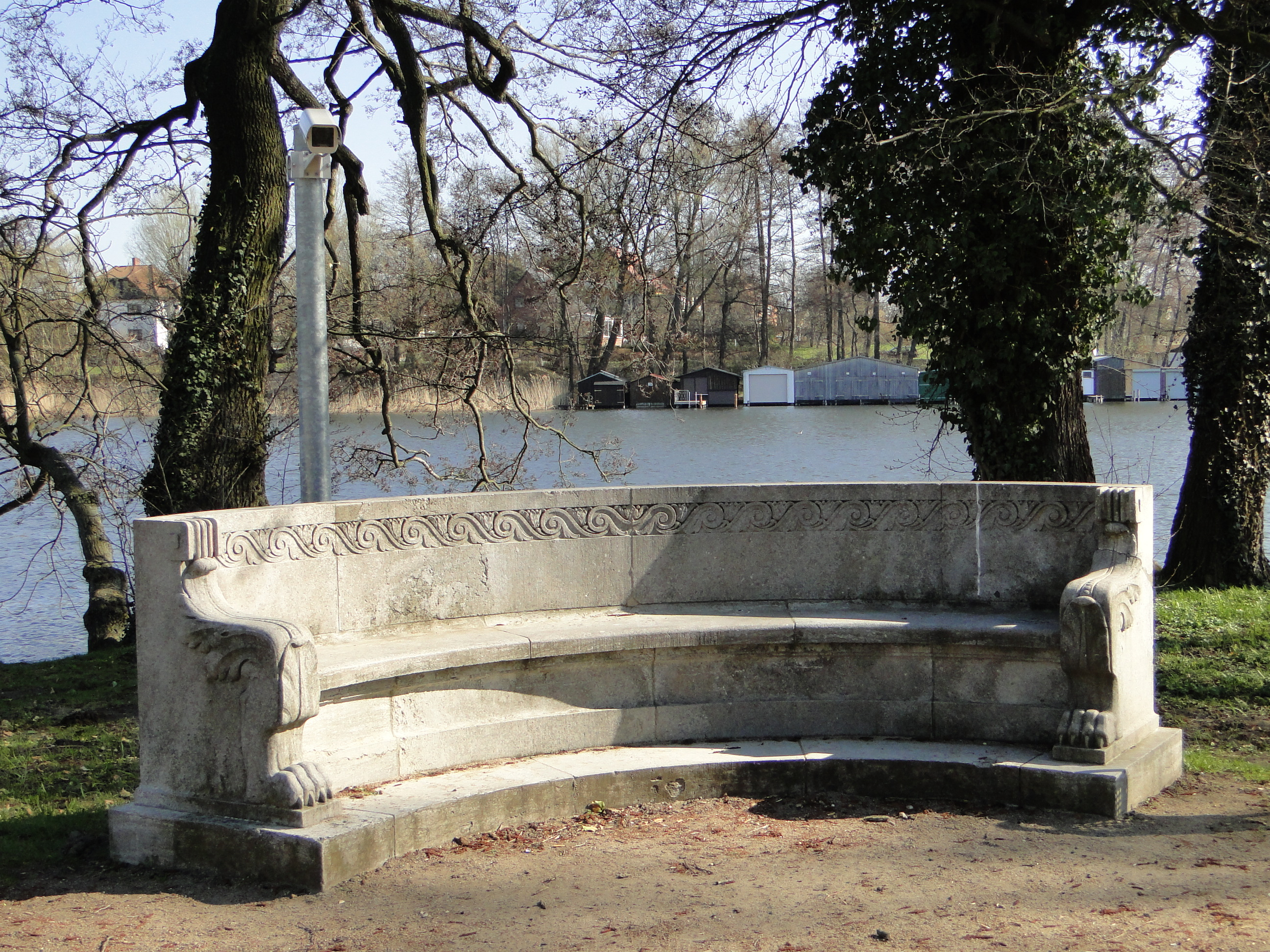
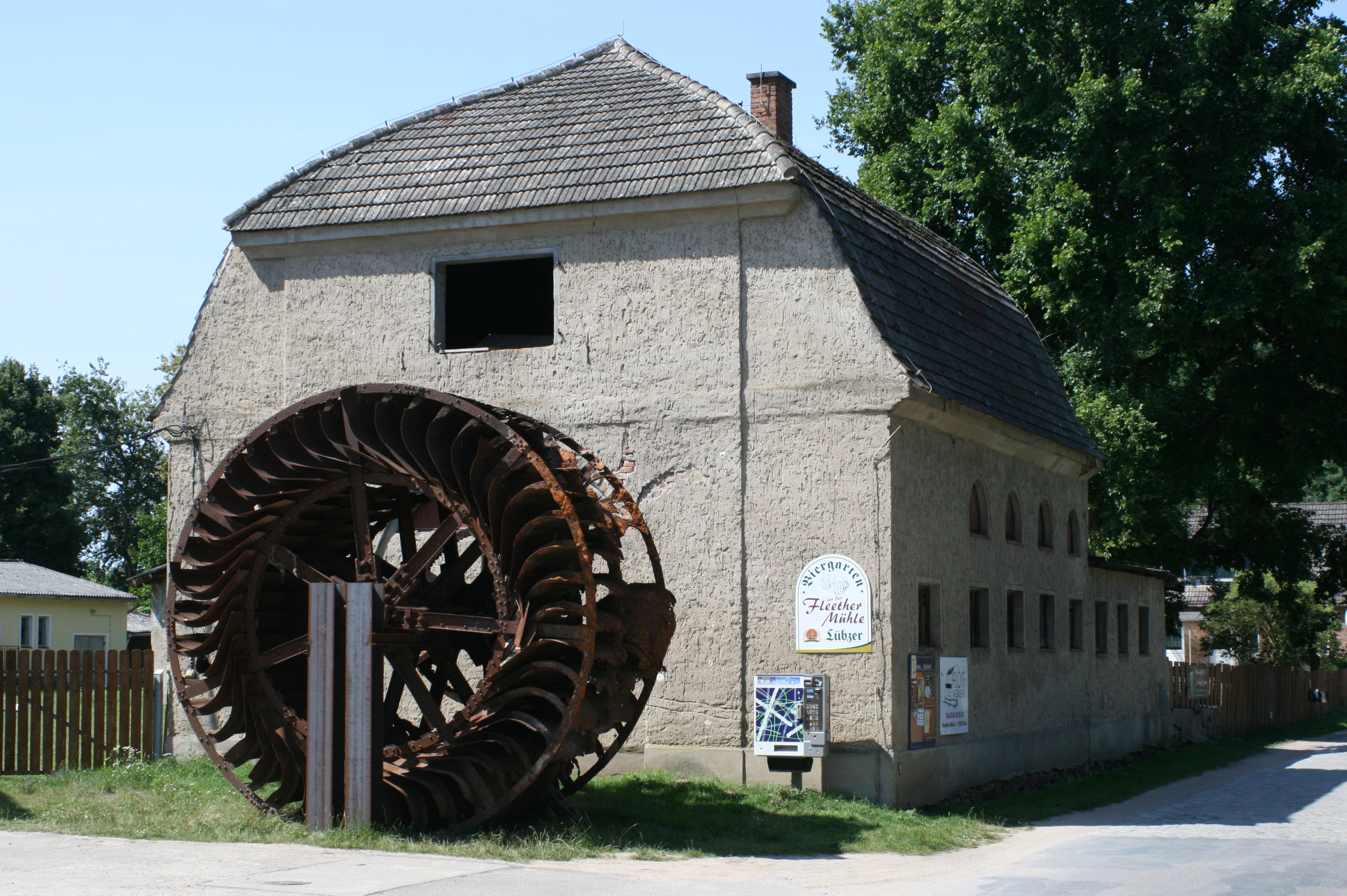
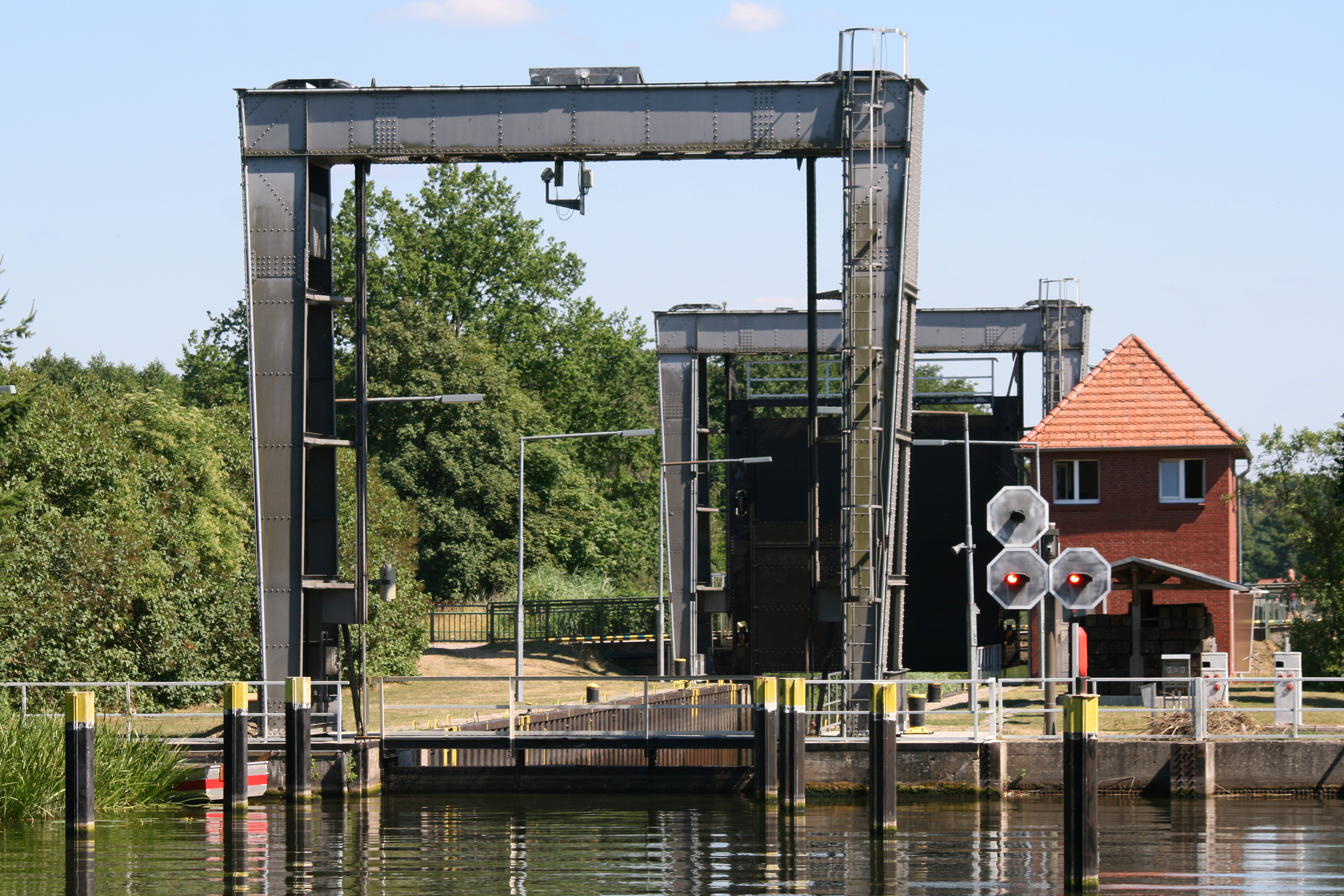

## Nevezetességek
- Kastély
- Templom

## Népesség
A település népességének változása:
| Lakosok száma | 3988 | 3955 | 3933 | 3890 | 3887 | 3871 |
|               | 2015 | 2017 | 2019 | 2021 | 2022 | 2023 |